# 長山靖生
長山 靖生（ながやま やすお、1962年10月30日 - ）は、日本の歯科医師、評論家、アンソロジスト。本名は長山 裕一（ながやま ゆういち）。
日本推理作家協会会員、日本SF作家クラブ会員。

## 経歴
1962年、茨城県日立市に生まれる。中学・高校時代は水戸市の私立中高一貫校に通い、史学部や生物部のほか、SF推理研究会と映画研究会にも所属していた。鶴見大学歯学部を経て、鶴見大学大学院歯学研究科修了。1991年、「デュアルキュア型レジンセメントの特性と辺縁封鎖性に関する研究」で鶴見大学歯学博士。開業医の傍ら、執筆活動を行う。主に明治から戦前までの文芸作品や科学者などの著作を、新たな視点で読み直す論評を一貫して行っている。また、横田順彌や會津信吾らと共に日本古典SF研究会の創立に参加し、初代会長を務めた。その他、日本SF大賞の選考委員でもあった。

## 受賞歴
- 1996年 - 『偽史冒険世界 カルト本の百年』 第10回大衆文学研究賞 研究・考証部門[8]
- 2010年 - 『日本SF精神史 幕末・明治から戦後まで』 第41回星雲賞 ノンフィクション部門[9]
- 2010年 - 『日本SF精神史 幕末・明治から戦後まで』 第31回日本SF大賞[10][11]
- 2019年 - 『日本SF精神史【完全版】』 第72回日本推理作家協会賞 評論・研究部門[4]
- 2020年 - 『モダニズム・ミステリの時代 探偵小説が新感覚だった頃』 第20回本格ミステリ大賞 評論・研究部門[12]
- 2025年 - 『SF少女マンガ全史 昭和黄金期を中心に』第56回星雲賞 ノンフィクション部門[13]

## 著作
- 『コレクターシップ 「集める」ことの叡智と冒険』（JICC出版局、1992）
  - 改題『おたくの本懐 「集める」ことの叡智と冒険』（ちくま文庫、2005）
- 『近代日本の紋章学』（青弓社、1992）
- 『相互誤解！ ジャパン・バッシングの起源と深層』（JICC出版局、1992）→「日米相互誤解史」中公文庫 2006
- 『偽史冒険世界 カルト本の百年』（筑摩書房、1996）→ ちくま文庫、2001
- 『人はなぜ歴史を偽造するのか』（新潮社、1998）→ 光文社知恵の森文庫、2008
- 『「吾輩は猫である」の謎』（文春新書、1998）
- 『妄想のエキス 予言・偽史・奇想科学を生み出す人びと』（洋泉社、1999）
- 『鴎外のオカルト、漱石の科学』（新潮社、1999）
- 『父親革命』（新潮社、2000）
- 『「漱石」の御利益 現代人のための人生よろず相談』（ベスト新書、2001）
- 『怪獣はなぜ日本を襲うのか？』（筑摩書房、2002）
- 『謎解き 少年少女世界の名作』（新潮新書、2003）
- 『若者はなぜ「決められない」か』（ちくま新書、2003）
- 『日露戦争 もうひとつの「物語」』（新潮新書、2004）
- 『「人間嫌い」の言い分』（光文社新書、2004）
- 『いっしょに暮らす。』（ちくま新書、2005）
- 『千里眼事件 科学とオカルトの明治日本』（平凡社新書、2005）
- 『不勉強が身にしみる 学力・思考力・社会力とは何か』（光文社新書、2005）
- 『「日本の私」をやり直す』（中公新書ラクレ、2006）
- 『日本人の老後』（新潮選書、2007）
- 『奇想科学の冒険-近代日本を騒がせた夢想家たち』（平凡社新書、2007）
- 『大帝没後 大正という時代を考える』（新潮新書、2007）
- 『貧乏するにも程がある 芸術とお金の"不幸"な関係』（光文社新書、2008）
- 『天下の副将軍 水戸藩から見た江戸三百年』（新潮選書、2008）
- 『テロとユートピア　五・一五事件と橘孝三郎』（新潮選書、2009）
- 『日本SF精神史 幕末・明治から戦後まで』（河出書房新社「河出ブックス」、2009）
  - 『日本SF精神史【完全版】』河出書房新社、2018 - 加筆修正を行い、下記『戦後SF事件史』と新編合本
- 『自立が苦手な人へ 福沢諭吉と夏目漱石に学ぶ』（講談社現代新書、2010）
- 『子供をふつうに育てたい』（ちくま新書、2010）
- 『天皇はなぜ滅びないのか』（新潮選書、2011）
- 『新書で名著をモノにする 平家物語』（光文社新書、2012）
- 『戦後SF事件史 日本的想像力の70年』（河出ブックス、2012）
- 『バカに民主主義は無理なのか？』（光文社新書、2013）
- 『「世代」の正体 なぜ日本人は世代論が好きなのか』（河出ブックス、2014）
- 『若者はなぜ「決めつける」のか 壊れゆく社会を生き抜く思考』（ちくま新書、2015）
- 『ゴジラとエヴァンゲリオン』（新潮新書、2016）
- 『奇異譚とユートピア 近代日本驚異〈SF〉小説史』（中央公論新社、2016）
- 『「ポスト宮崎駿」論 日本アニメの天才たち』（新潮新書、2017）
- 『帝国化する日本 明治の教育スキャンダル』（ちくま新書、2018）
- 『モダニズム・ミステリの時代 探偵小説が新感覚だった頃』（河出書房新社、2019）
- 『恥ずかしながら、詩歌が好きです～近現代詩を味わい、学ぶ～』（光文社新書、2019）
- 『日本回帰と文化人　昭和戦前期の理想と悲劇』（筑摩選書、2021）
- 『独身偉人伝』（新潮新書、2021）
- 『萩尾望都がいる』（光文社新書、2022）
- 『SF少女マンガ全史　昭和黄金期を中心に』（筑摩選書、2024）
- 『漫画のカリスマ　白土三平、つげ義春、吾妻ひでお、諸星大二郎』（光文社新書、2024）

### 編著・共編
- 『近代日本の殺人ファイル』（光栄、1996）- 会津信吾と共著
- 『少年小説大系 第13巻 森田思軒・村井弦斎集』（三一書房、1996）
- 『彼らが夢見た2000年』（新潮社、1999）- アンドリュー・ワットと共編
- 『懐かしい未来 甦る明治・大正・昭和の未来小説』（中央公論新社、2001）
- 『日米架空戦記集成 明治・大正・昭和』（中公文庫、2003）
- 海野十三『戦争小説傑作集』（中公文庫、2004）
- 『「修身」教科書に学ぶ偉い人の話』（中央公論新社、2017）
- 堀辰雄『羽ばたき 堀辰雄初期ファンタジー傑作集』（彩流社、2017）
- 『詩人小説精華集』（彩流社、2017）
- 豊島与志雄 『丘の上 豊島与志雄 メランコリー幻想集』（彩流社、2018）
- 佐藤春夫『奇妙な小話 佐藤春夫ノンシャラン幻想集』（彩流社、2018）
- 『文豪と酒－酒をめぐる珠玉の作品集』（中公文庫、2018.4）
- 『文豪と東京－明治・大正・昭和の帝都を映す作品集』（中公文庫、2018.11）
- 横光利一『セレナード 横光利一モダニズム幻想集』（彩流社、2018.11）
- 芥川龍之介『魔術 芥川龍之介幻想ミステリ傑作集』（彩流社、2018.12）
- 岡本かの子『美少年 岡本かの子アムール幻想傑作集』（彩流社、2019.5）
- 『ロマンチック・ドリンカー 飲み物語精華集』（彩流社、2019.8）
- 『モダニズム・ミステリ傑作選』（河出書房新社、2019.8）
- 『文豪と食－食べ物にまつわる珠玉の作品集』（中公文庫、2019.10）
- 『文豪と女－憧憬・嫉妬・熱情が渦巻く短編集』(中公文庫、2020.9）
- 『三木清 戦間期時事論集－希望と相克』（中公文庫、2022.2）

小鳥遊書房での刊行
- 太宰治『女神 太宰治アイロニー傑作集』（2019.12）
- 谷崎潤一郎『魔術師 谷崎潤一郎妖美幻想傑作集』（2020.9）
- 江戸川乱歩『白昼夢 江戸川乱歩妖異幻想傑作集』（2021.2）
- 江戸川乱歩『人間椅子 江戸川乱歩背徳幻想傑作集』（2021.7）
- 坂口安吾『霓博士の廃頽　坂口安吾諧謔自在傑作集』（2022.2）
- 牧野信一『嘆きの孔雀　牧野信一センチメンタル幻想傑作集』（2022.11）
- 泉鏡花『処方秘箋　泉鏡花幻妖美譚傑作集』（2023.12)
- 久生十蘭『アヴオグルの夢　久生十蘭玲瓏無惨傑作小説集』（2024.11)
- 夢野久作『怪夢　夢野久作 狂気ト理知ノ傑作集』（2025.4）